# Hermann von Eichhorn
Hermann von Eichhorn (13 de febrero de 1848-30 de junio de 1918) fue un mariscal de campo (Generalfeldmarschall) prusiano y alemán.

## Biografía
Nació en Breslavia (en alemán Breslau), provincia de Silesia. Veterano de la guerra franco-prusiana, ascendió en los rangos del ejército prusiano, comandando la 9.ª división desde 1901 hasta 1904 y el XVIII Cuerpo de Ejército desde 1904 hasta 1912. En 1912 fue nombrado inspector del VII Ejército, que en tiempos de paz era el cuartel general de los Cuerpos de Ejército XVI, XVIII y XXI.

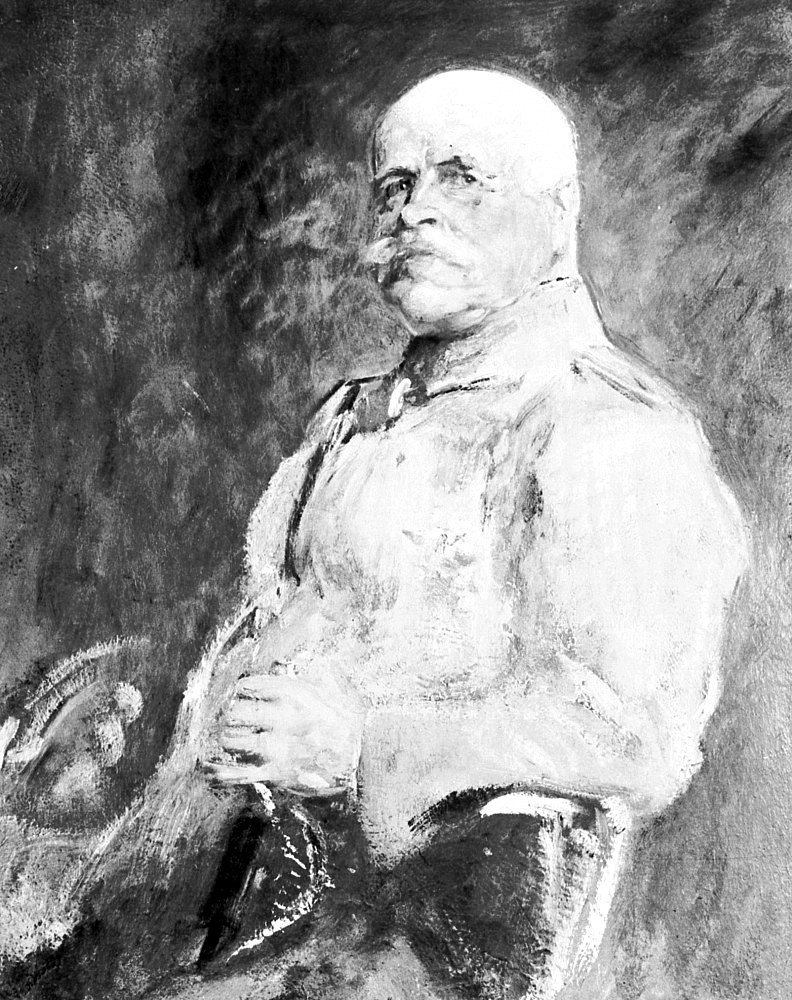
Hermann von Eichhorn, retrato de Reinhold Lepsius.

Eichhorn fue ascendido a comandante en jefe del 10.º Ejército el 21 de enero de 1915, cargo que ocuparía hasta el 5 de marzo de 1918. Recibió la orden Pour le Mérite el 18 de agosto de 1915 y las hojas de roble el 28 de septiembre de ese mismo año. El 30 de julio de 1916, sin abandonar el cargo de comandante del X Ejército, le fue asignado el grado de comandante en jefe del Grupo de Ejércitos Eichhorn (Heeresgruppe Eichhorn) organizado en torno al X Ejército, que siguió bajo su mando hasta el 31 de marzo de 1918. El 18 de diciembre de 1917, Eichhorn fue ascendido a Generalfeldmarschall. El 3 de abril de 1918, el mariscal de Campo von Eichhorn se convirtió en comandante supremo del Grupo de Ejércitos Kiev (Heeresgruppe Kiew) y gobernador militar de Ucrania. Murió asesinado el 30 de julio por B.M. Donskoy, revolucionario socialista de izquierda.